# Porschdorf
Porschdorf là một đô thị thuộc huyện Sächsische Schweiz-Osterzgebirge, bang Sachsen, nước Đức. Đô thị Porschdorf có diện tích 10,93 km2.